# Kidnapping (Fernsehserie)
Kidnapping ist eine dänisch-französische Krimi-Fernsehserie, die 2019 begonnen hat. In der 8-teiligen ersten Staffel geht es um Kinderentführung und -handel, in der 2022/23 erschienenen 6-teiligen zweiten Staffel um Organ- und Menschenhandel. Staffelübergreifend geht es um das Verschwinden der Tochter von Rolf Larsen, der von Anders W. Berthelsen dargestellten Hauptfigur.

## Handlung

### Staffel 1
Die Geschichte wird in zwei Handlungssträngen erzählt, die in Parallelmontage inszeniert sind. Ein Handlungsstrang spielt 2014 und der andere 2019.
Die Handlung setzt 2014 ein. Der Kopenhagener Kriminalkommissar Rolf Larsen, kürzlich Vater des Mädchens Andrea geworden, beginnt im Falle der mutmaßlichen Entführung des kleinen Mädchens Minna zu ermitteln. Minnas Vater Zaid, ein Migrant, gerät unter Verdacht, seine Tochter illegal mit in den Iran nehmen zu wollen, jedoch hat er ein Alibi für die Tatzeit. Die Ermittlungen ergeben, dass eine Spur des Mädchens bis nach Polen führt. Begleitet von seinem Freund und Kollegen, dem Kriminalforensiker Jarl Skaubo, folgt Rolf der Spur und setzt dazu mit einer Ostseefähre von Dänemark nach Rostock über. Mangels Betreuungsmöglichkeit für Andrea nimmt er diese mit an Bord. Während der Überfahrt und bei schwerem Seegang lässt er den Kinderwagen mit ihr kurze Zeit auf Deck unbeaufsichtigt. Bei seiner Rückkehr ist Andrea verschwunden, der Kinderwagen liegt umgestürzt am Außengeländer. Es bleibt daher offen, ob Andrea über Bord gespült wurde oder ebenfalls Opfer des möglicherweise an Bord befindlichen Entführers wurde.
Ebenfalls 2014 verliert die 19-jährige schwangere Polin Julita ihren Verlobten bei einem tödlichen Verkehrsunfall. Als potentielle Alleinerziehende und zur Vorbereitung auf die Geburt begibt sie sich in eine katholische Geburtsklinik, in der Ordensschwestern vielen schwangeren Frauen bei der Geburtsvorbereitung helfen, sie aber auch wiederholt auffordern, ihre Kinder zur Adoption freizugeben. Da Julita ihr Kind behalten möchte, versucht sie hochschwanger und erfolglos aus der Einrichtung zu fliehen und stürzt dabei, woraufhin die Wehen einsetzen. Unmittelbar nach der Geburt sieht Julita ihre Tochter kurz lebend, ehe Julita von den Schwestern sediert wird. Wieder zu sich gekommen, erhält sie von den Schwestern die Nachricht, dass ihre Tochter totgeboren wurde, schenkt ihnen aber keinen Glauben und vermutet, dass das Kind lebt. Sie beobachtet aus der Ferne, wie Neugeborene von fremden Personen aus der Klinik in eine abgelegene klosterähnliche Einrichtung der Glaubensgemeinschaft gebracht werden, und verfolgt sie bis dorthin. Dort kann sie ihre wahre Identität nicht lange verbergen und wird beim Versuch, zu ihrer mutmaßlichen Tochter zu gelangen, von den Schwestern eingesperrt. Sie beobachtet, wie das Kind aus der Einrichtung fortgebracht wird. Mit der Hilfe einer anderen Schwester gelingt ihr bald die Flucht.
2019 arbeitet Rolf als Landpolizist in Jütland, seine Ehe ist zerbrochen. Die Ermittlungen im Entführungsfall Minna wurden längst eingestellt, ihr Vater gilt als Schuldiger. Während Rolf davon überzeugt ist, dass Andrea entführt wurde, sind alle Anderen der Auffassung, dass sie damals über Bord gespült wurde. Bei einer Verkehrskontrolle durch Rolfs Kollegin Neel flüchtet der gestoppte Mann, von dem sich bei den weiteren Ermittlungen herausstellt, dass seine DNS nicht im Kopenhagener DNS-Register enthalten ist, obwohl er mehrfach vorbestraft ist. Dadurch bemerkt die Polizei auch das Fehlen der DNS-Proben vieler anderer Verbrecher im DNS-Register. Wegen dieses für die Polizei sehr unangenehmen Umstands lässt Rolf noch einmal die Spuren im Falle des Verschwindens von Minna und Andrea prüfen und DNS in das Register einpflegen, welche an Minnas Gummistiefel sichergestellt worden war. Nach dem Datenbankeintrag meldet das europäisch vernetzte System, dass dieselbe DNS kürzlich bei einer ermordeten Frau in Frankreich gefunden wurde. Da der Mörder und der Entführer deshalb ein und dieselbe Person sein könnten, wird ein Ermittlungsteam zur Suche nach ihm zusammengestellt, zu dem neben Rolf und Neel auch die französische Ermittlerin Claire Bobin gehört. 
In der Folge finden die Ermittler heraus, dass mit Kindern, die in Polen offiziell zur Adoption freigegeben wurden, tatsächlich aber ihren leiblichen Eltern entrissen wurden, grenzüberschreitend Kinderhandel betrieben wird. Etliche Kinder wurden in der katholischen Einrichtung, in der auch Julita war, geboren und zur Adoption freigegeben. Der Kinderhandel floriert in Polen besonders, weil dort Abtreibung vergleichsweise eingeschränkt möglich ist und dadurch viele ungewollte Kinder geboren werden. Minna entdecken die Ermittler bei einem Ehepaar in Warschau, das sie in dem Glauben, legal gehandelt zu haben, adoptiert hat. Rolf erlebt in Dänemark mit, wie sich Minna weigert, zu ihrer leiblichen Mutter zurückzukehren, da sie sich zu sehr an ihre Adoptiveltern gewöhnt hat.
2014 verfolgt Julita nach ihrer Flucht aus der katholischen Einrichtung die Entführer des Kindes bis nach Dänemark. Sie entdeckt, dass Jarl Skaubo und seine Ehefrau Eva mit den Entführern kooperieren, und beobachtet bei Dunkelheit, wie Jarl und Rolf ein Kind in ihr Auto legen. Sie verfolgt sie bis an Bord der Ostseefähre und nimmt das Kind in dem Glauben an sich, es sei ihre leibliche Tochter. Zurück in Polen, wird Julita von Jarl aufgesucht, der ihr dazu rät, sich mit dem Kind in ein französisches Frauenhaus zu begeben, wo sie geschützt leben könnten. Tatsächlich geht es Jarl dabei um Vertuschung seiner kriminellen Aktivität.
2019 erfahren die Ermittler von der Verstrickung von Jarl und Eva in die Entführungen und dass Julitas leibliche Tochter tatsächlich 2014 an plötzlichem Kindstod gestorben ist. Eva hat als Standesbeamtin die eigentlich illegalen Adoptionen ermöglicht und Jarl hat sie gedeckt. Rolf zwingt Jarl mit körperlicher Gewalt und auf illegale Weise zur Preisgabe von Informationen über den Verbleib von Andrea. Dabei erfährt er, dass Andrea bei Julita in dem französischen Frauenhaus lebt. Er trifft die beiden dort persönlich, aber kann sich nicht dazu überwinden, ihnen seine wahre Identität zu verraten, ehe er sich von der französischen Polizei verhaften lässt.

### Staffel 2
Die Handlung schließt an die Geschichte der ersten Staffel an. Rolf ist in Frankreich und sucht die Nähe von Andrea, die bei Julita aufwächst, die Andrea als ihre eigene Tochter Hania kennt. Als Julita Rolfs Annäherungsversuche unheimlich werden, weist sie ihn ab, woraufhin er ihr offenbart, dass Hania nicht ihre leibliche Tochter ist. Julita mag das aber nicht glauben und weist ihn ab, woraufhin er nach Dänemark zurückkehrt. Seine Ex-Frau Maria lebt seit Jahren in der Annahme, Andrea sei tot, und hat nun mit Thorstein einen neuen Ehemann, mit dem sie in einem Haus in Sichtweite zu Rolfs Haus wohnt. Nachdem Maria und Thorstein Eltern eines Babys geworden sind, stellt sich heraus, dass dieses schwer leberkrank ist und am ehesten mit einer Leberspende geheilt werden kann. Thorstein stößt bei seiner Suche nach einem Spenderorgan auf ein Internetangebot, in dem Organe als Transplantate angeboten werden. Da Rolf den Verdacht hat, es gebe hier illegalen Organhandel, beginnt er in dem Fall zu ermitteln.
Unterdessen begibt sich in Rumänien die junge Frau Nicoletta in der Annahme, eine attraktive Arbeit mit höherem Verdienst zu erhalten, auf Reise nach Westeuropa. Unverhofft wird sie von den international vernetzten Organisatoren der Reise aber als Zwangsarbeiterin rekrutiert, muss deshalb in Dänemark als Prostituierte arbeiten und ihren Verdienst an die Menschenhändler abgeben. Nachdem diese in Rumänien Nicos jugendlichen Bruder Mario bedroht haben, reist Mario seiner Schwester hinterher, um sie zurückzuholen, gerät dabei aber ebenfalls in Abhängigkeit der Menschenhändler. Als diese von seiner Verwandtschaft mit Nicoletta erfahren, flieht er vor ihnen und kann Nicoletta daraufhin befreien, beide werden aber erneut von den Menschenhändlern aufgegriffen. Mario wird von den Menschenhändlern dazu gezwungen, mit seinem Bekannten Cosma ins rumänisch-serbische Grenzgebiet zu fahren und als Schlepper von dort eine Gruppe Vietnamesen per Lkw nach Dänemark zu transportieren. Nach langer Rückfahrt lassen die Menschenhändler einen Teil der Menschen aussteigen, die restlichen etwa 20 Vietnamesen ersticken daraufhin im Lkw.
Während Rolf mit seinen Kolleginnen Neel und Claire wegen Organ- und Menschenhandels ermittelt, besucht Julita mit Hania unangekündigt Rolf in dessen Zuhause. Um ein Druckmittel gegen die polizeilichen Ermittlungen zu haben, entführen Mario und Cosma daraufhin Julita bis nach Rumänien. Dort lässt sich Mario eine Niere entnehmen, um mit dem dabei erhaltenen Geld sich und seine Schwester freizukaufen. Danach verhindert Mario, dass Cosma Julita erschießt, indem er ihn anschießt. Julita und Mario fahren zurück nach Dänemark, wo Mario erneut in die Abhängigkeit von den Menschenhändlern gerät. Neel und Rolf können ihn und Nicoletta aber schließlich befreien.
Mit dem Erscheinen von Julita und Hania in Rolfs Zuhause sieht sich Rolf gezwungen, Maria darüber zu informieren, dass Hania in Wirklichkeit ihre gemeinsame Tochter Andrea ist. Obwohl Maria über das lange Verheimlichen von Andreas Verbleib erbost ist, lässt sie Andrea mit Julita nach Frankreich zurückkehren.

## Entstehung
Kreativ führend hinter der Serie war der dänische Autor Torleif Hoppe, der zuvor schon an bekannten Krimiserien wie etwa Kommissarin Lund – Das Verbrechen mitgearbeitet hatte. Als Inspirationsquelle für die in der ersten Staffel erzählte Geschichte war für ihn ein einige Jahre zuvor im dänischen DNS-Register aufgetretener Fehler.

## Episodenliste

### Staffel 1
Die erste Staffel wurde vom 9. September bis 28. Oktober 2019 in Dänemark durch TV 2 erstausgestrahlt. Auf Deutsch erschien sie erstmals am 24. September 2020 zum Abruf in der Arte-Mediathek. Beginnend eine Woche danach, am 1. Oktober 2020, wurde sie auch bei Arte ausgestrahlt.
| Nr. (ges.) | Nr. (St.) | Deutscher Titel | Originaltitel  | Erstveröffentlichung (Dänemark) | Deutschsprachige Erstausstrahlung (Deutschland) |
| ---------- | --------- | --------------- | -------------- | ------------------------------- | ----------------------------------------------- |
| 1          | 1         | Folge 1         | Minna          | 9. Sep. 2019                    | 1. Okt. 2020                                    |
| 2          | 2         | Folge 2         | Tranummanden   | 16. Sep. 2019                   | 1. Okt. 2020                                    |
| 3          | 3         | Folge 3         | Babylugen      | 23. Sep. 2019                   | 1. Okt. 2020                                    |
| 4          | 4         | Folge 4         | Victoria       | 30. Sep. 2019                   | 1. Okt. 2020                                    |
| 5          | 5         | Folge 5         | Klosteret      | 7. Okt. 2019                    | 8. Okt. 2020                                    |
| 6          | 6         | Folge 6         | Bliss          | 14. Okt. 2019                   | 8. Okt. 2020                                    |
| 7          | 7         | Folge 7         | Moster Nova    | 21. Okt. 2019                   | 8. Okt. 2020                                    |
| 8          | 8         | Folge 8         | Giv det videre | 28. Okt. 2019                   | 8. Okt. 2020                                    |

### Staffel 2
Die zweite Staffel wurde vom 27. Dezember 2022 bis 30. Januar 2023 in Dänemark durch TV 2 erstausgestrahlt. Auf Deutsch erscheint sie erstmals am 14. September 2023 zum Abruf in der Arte-Mediathek. Beginnend eine Woche danach, am 21. September 2023, wird sie auch bei Arte ausgestrahlt.
| Nr. (ges.) | Nr. (St.) | Deutscher Titel          | Originaltitel    | Erstveröffentlichung (Dänemark) | Deutschsprachige Erstausstrahlung (Deutschland) |
| ---------- | --------- | ------------------------ | ---------------- | ------------------------------- | ----------------------------------------------- |
| 9          | 1         | Hepatitis                | Hepatitis        | 27. Dez. 2022                   | 21. Sep. 2023                                   |
| 10         | 2         | 19 Tote                  | 19 døde          | 2. Jan. 2023                    | 21. Sep. 2023                                   |
| 11         | 3         | Grasroute                | Græsruten        | 9. Jan. 2023                    | 21. Sep. 2023                                   |
| 12         | 4         | Das Grab der Unbekannten | De ukendtes grav | 16. Jan. 2023                   | 28. Sep. 2023                                   |
| 13         | 5         | In der Ferne             | Bortført         | 23. Jan. 2023                   | 28. Sep. 2023                                   |
| 14         | 6         | Die Spende               | Donor            | 30. Jan. 2023                   | 28. Sep. 2023                                   |

## Rezeption
prisma kritisierte das Anfangsszenario der ersten Staffel als „etwas konstruiert“ wirkend, jedoch zeichne sie mit der Figur Rolf Larsen „überzeugend das Bild eines gebrochenen Mannes“. Anke Sterneborg urteilte in epd film, dass das „Drehbuchgetriebe“ etwas „knirscht“ und dass es ein „Großes Vergnügen“ bereite, Charlotte Rampling erstmals als Mordermittlerin zu erleben. Die Pariser Zeitung Le Parisien lobte die erste Staffel als „super“. Die französische Zeitung Les Échos beurteilte es als „großartige inszenatorische Virtuosität“, wie der Handlungsstrang, in dem Julita um ihr Kind kämpft, in Rolfs Suche nach den verschwundenen Mädchen aufgeht.
Die erste Staffel wurde beim dänischen Film- und Fernsehpreis Robert 2020 für den Publikumspreis nominiert.